# Grattery
Grattery település Franciaországban, Haute-Saône megyében. Lakosainak száma 215 fő (2022. január 1.). Grattery Bougnon, Charmoille, Montigny-lès-Vesoul, Port-sur-Saône, Pusey, Scye és Vaivre-et-Montoille községekkel határos.

## Népesség
A település népességének változása:
| Lakosok száma | 200  | 213  | 217  | 213  | 213  | 215  | 213  | 213  | 215  |
|               | 2013 | 2015 | 2016 | 2017 | 2018 | 2019 | 2020 | 2021 | 2022 |